# فم

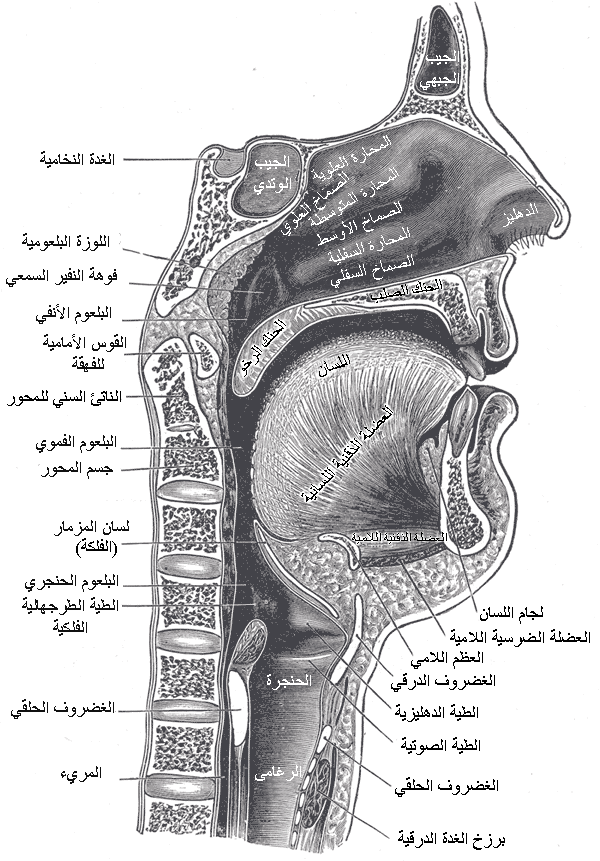
مقطع طولي في الأنف والفم والحنجرة والبلعوم

الفم هو جزء من الوجه يقع أسفل الأنف وأعلى الذقن يعد مدخل الطعام والشراب إلى الجهاز الهضمي ومدخل للهواء إلى الجهاز التنفسي، ويحتوي علي الأسنان التي بها تبدأ عملية المضغ، وعلى اللسان الذي يلعب دوراَ أساسياً في عملية التذوق والبلع، ويستخدمه كذلك الإنسان في الكلام للتواصل مع الاخرين، وتستحدمه الحيوانات في إصدار الأصوات.

## الفم في الحيوانات
معظم الحيوانات تملك جهاز هضمي متكامل يبدأ من الفم وينتهي بالشرج.
و البعض الآخر من الحيوانات الأولية يستخدم الفم كوسيلة للإخراج.

## الفم البشري
تغطي فتحه الفم في الإنسان بشفتين، شفة علوية وشفة سفلية، وتلعب الشفتان دورًا أساسيًا في النطق، التعبير الوجهي، الشرب، أما عند الرضّع فهي جزء أساسي من عملية الرضاعة.

## اللغة
أصل كلمة فم "فُوهٌ"، لكن المستعمل هو فم، والجمع أفواهٌ، والتصغير فُوَيهٌ.

## ألفاظ عربية أخرى
- البق ألفاظ عامية لكنها فصيحة
- الحنك